# Mont Ventoux
A Mont Ventoux (IPA: [mɔ̃ vɑ̃tu], provanszálul Ventor [venˈtu]) 1910 méter magas hegy Franciaországban, Provence-ban, Vaucluse megyében, Marseille-től 98 km-re északra, Avignontól 45 km-re északnyugatra, Carpentrastól 23 km-re északnyugatra.  A hegy tetején egy torony található, melyben csillagvizsgáló állomás működik. Második legmagasabb csúcsa a Mont Serein (1437 m).
Híres arról, hogy a Tour de France szakaszbefutója gyakran van itt.
Geológiailag az Alpokhoz tartozik, de jókora távolságra fekszik tőle. A Luberontól északra, a Dentelles de Montmirail-tól keletre, a Vaucluse-hegységtől elkülönülten áll. A hegy teteje mészkőszikla, növényzet nélkül. Innen ered a beceneve, „a kopasz hegy”.

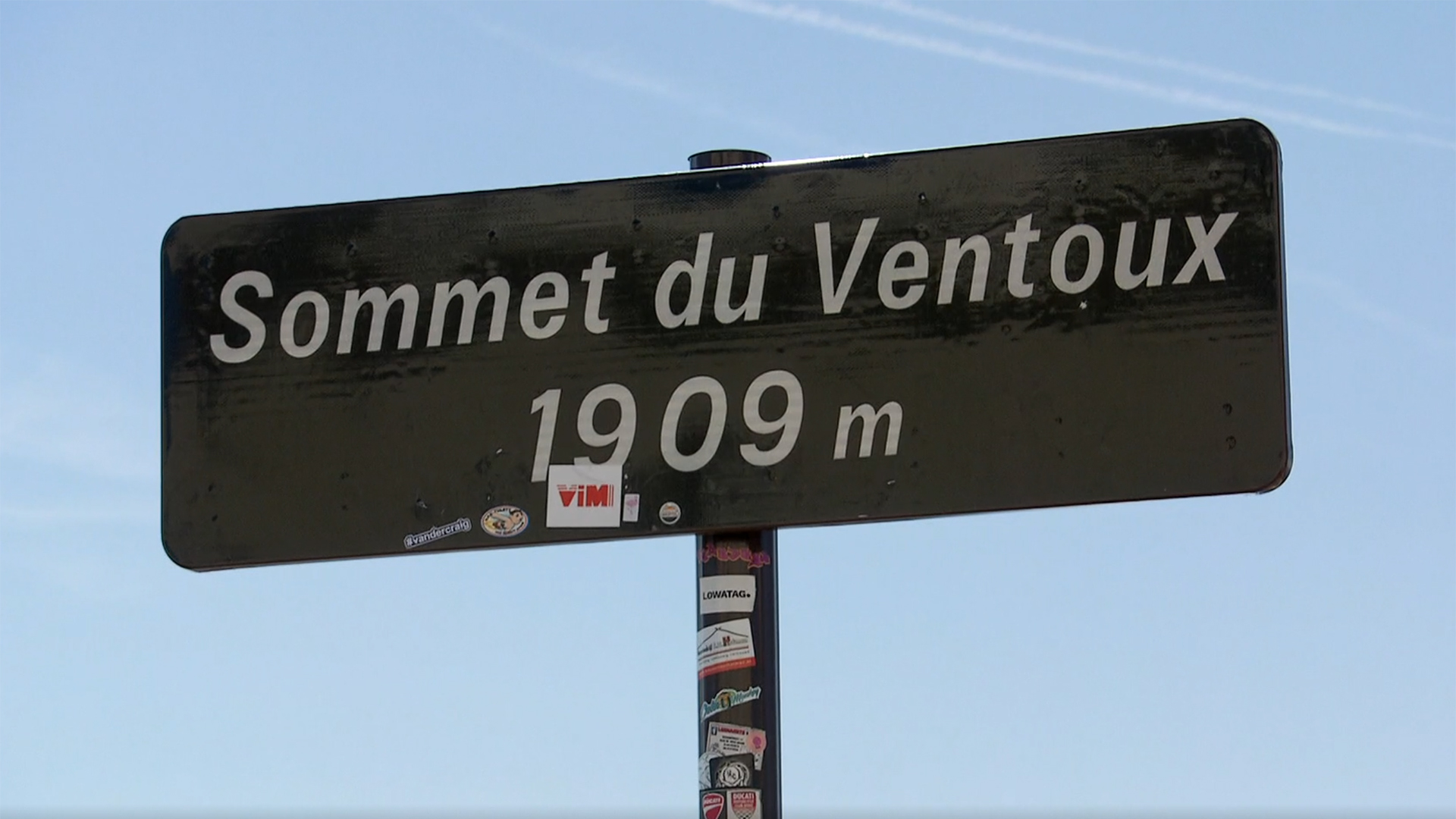
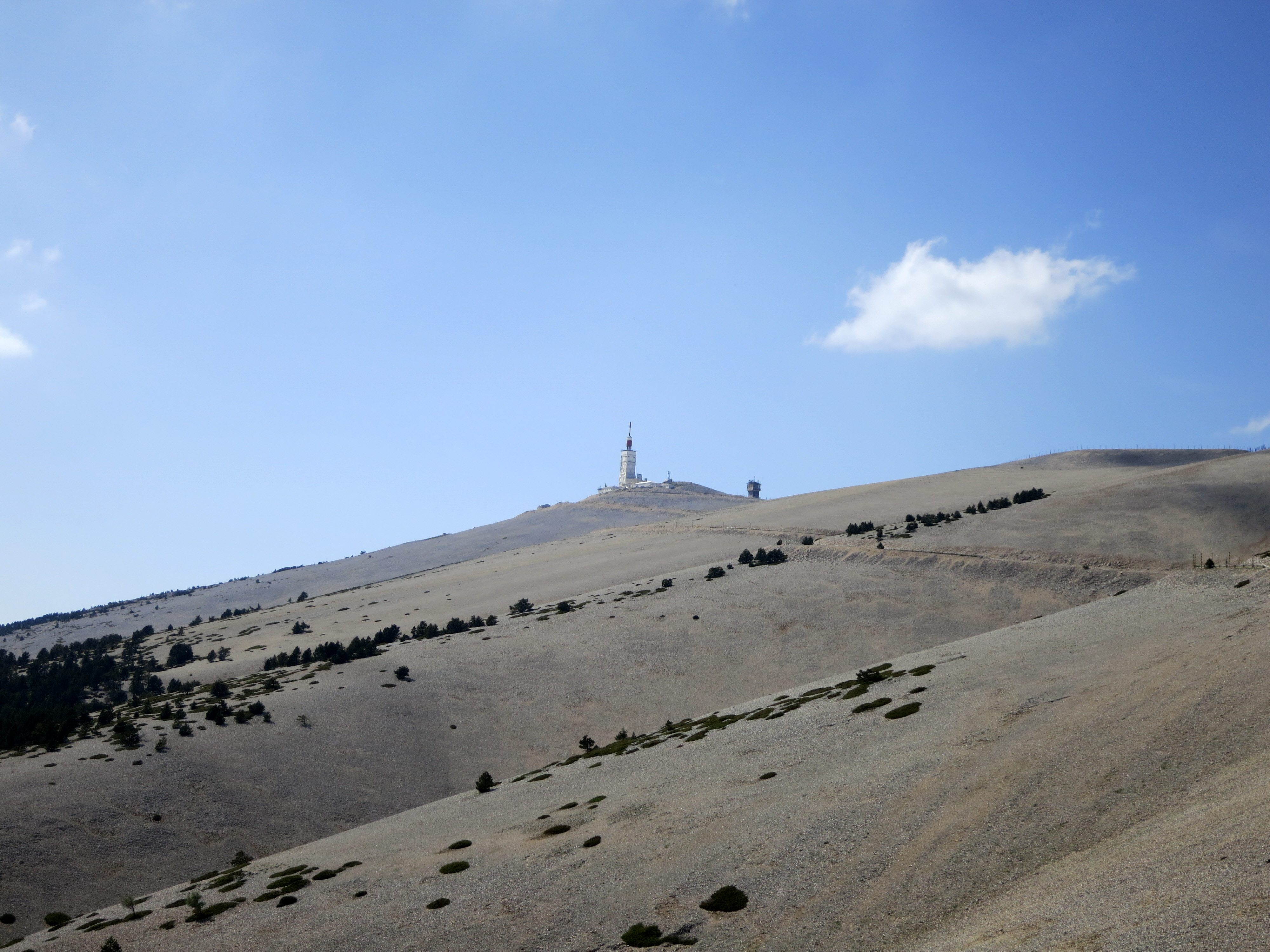
A hegy tetején nincs növényzet
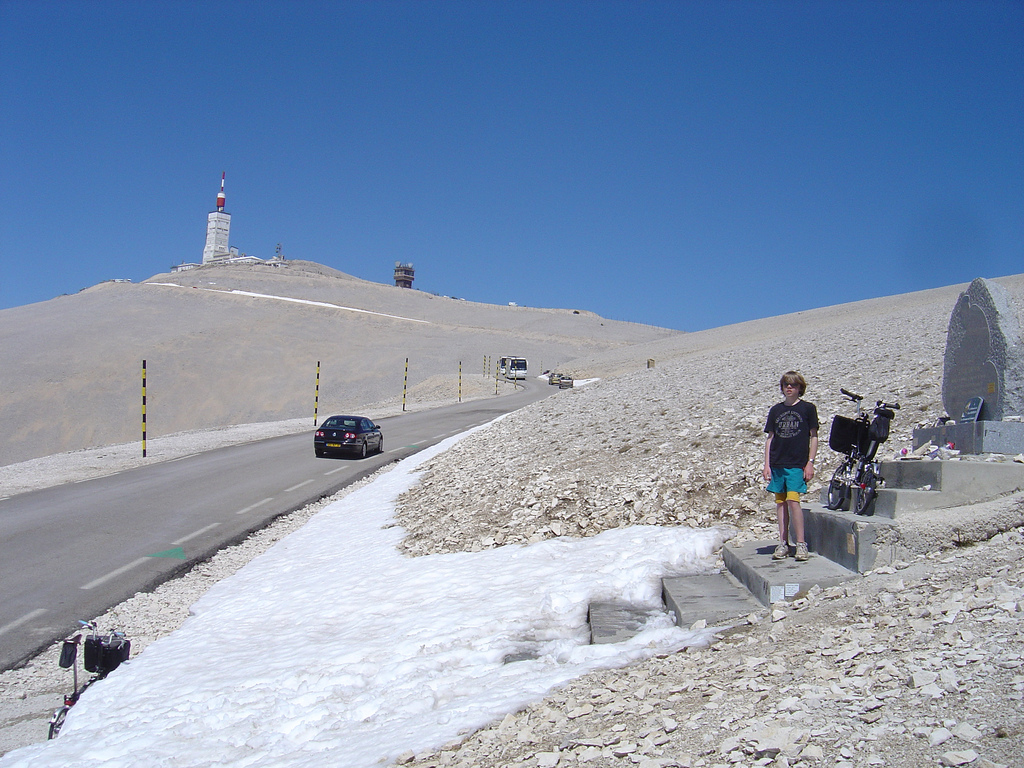
Tom Simpson emlékműve
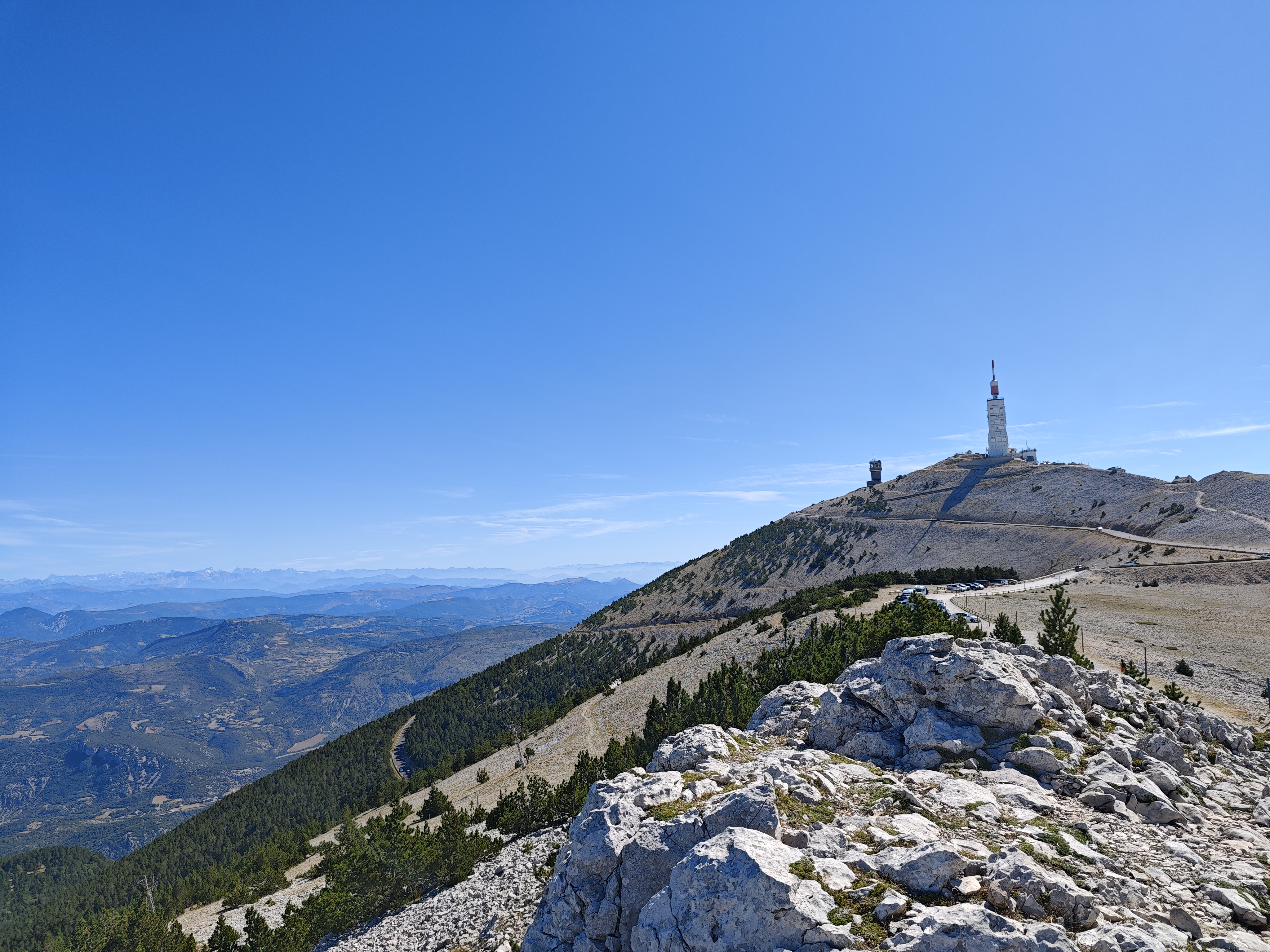
A hegycsúcs
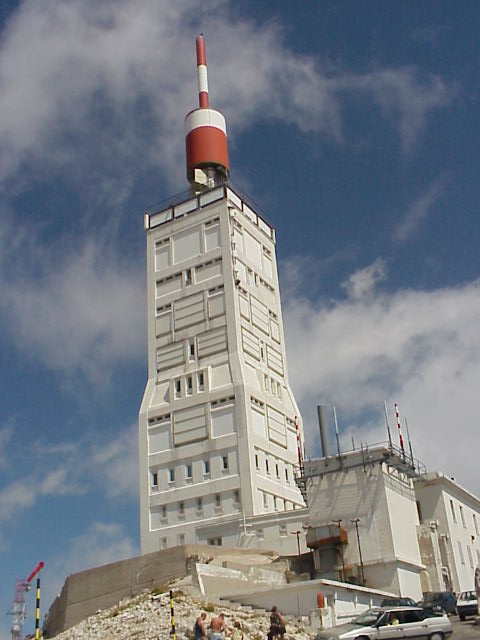
A torony
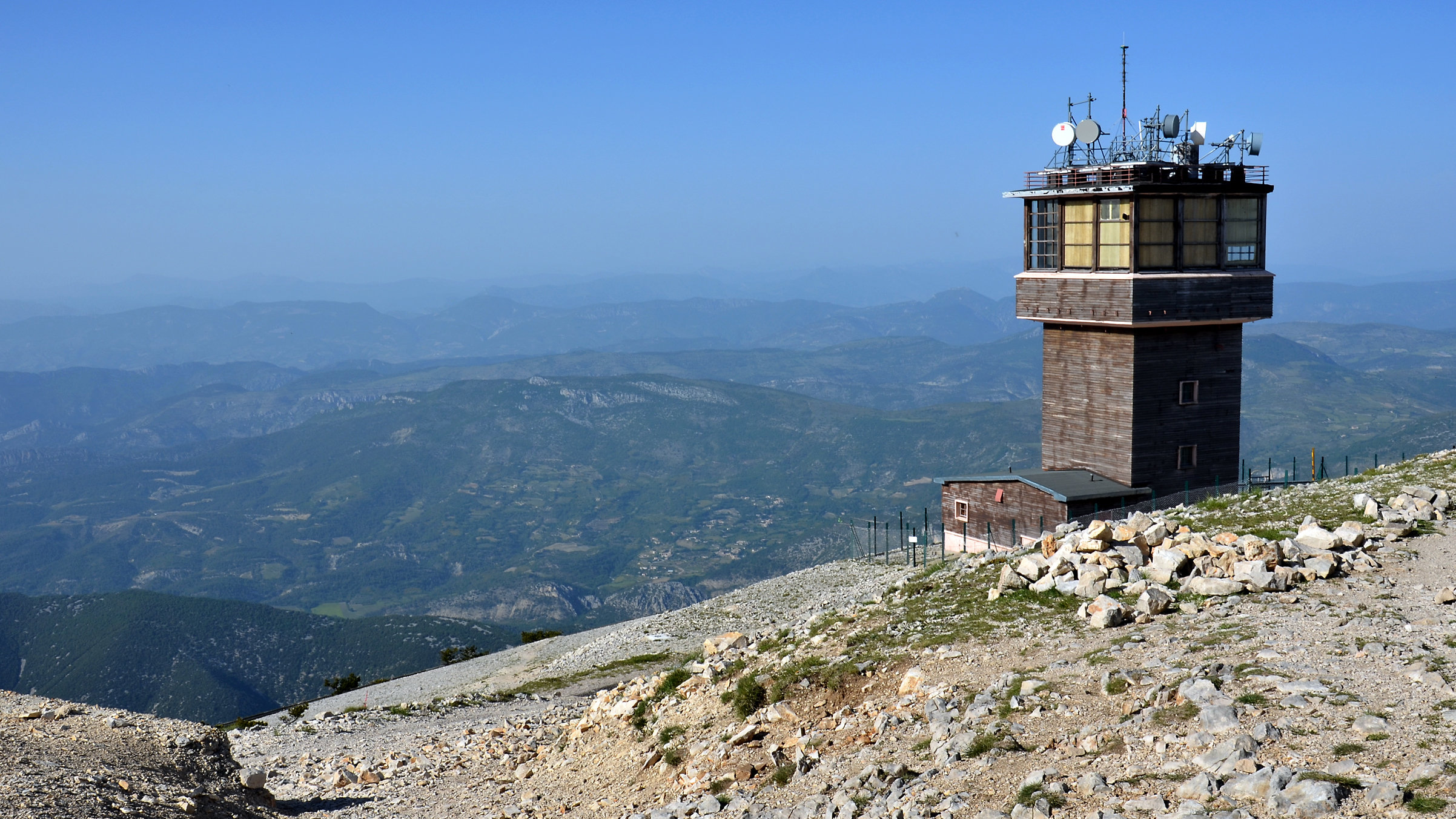
Kilátás észak felé

## Tour de France
20 kilométer hosszú emelkedő vezet fel a csúcsra. Itt veszítette életét az 1967-es Touron a brit Tom Simpson kerékpárversenyző. 
Általában Bédoinból indulva, délkelet felől közelítik meg a hegycsúcsot. 